# Walter Diederichs
Karl Theodor Walter Diederichs (* 24. Mai 1901 in Braunschweig; † 12. Juli 1982 in Helmstedt) war ein deutscher Politiker CDU, Bürgermeister der Kreisstadt Helmstedt sowie Kreisdirektor.

## Leben
Walter Diederichs wurde am 24. Mai 1901 in Braunschweig geboren.
Diederichs war seit dem 26. April 1930 mit Margarethe Gertrud geb. Leibbrand (1904–1984) verheiratet. Die Eheschließung fand in Blankenburg am Harz statt. Walter Diederichs starb am 12. Juli 1982 um 23:30 Uhr im Kreiskrankenhaus St. Marienberg in Helmstedt im Alter von 81 Jahren. Er wohnte zuletzt in der Dietrich-Bonhoeffer-Straße 7 in Helmstedt. Diederichs war evangelischer Konfession.

## Politik
Walter Diederichs war von 1968 bis 1972 Bürgermeister der Stadt Helmstedt. Zudem war er über viele Jahre hinweg als Kreisdirektor tätig. Er gehörte der CDU an.